# Лона Андре
Лона Андре (англ. Lona Andre, справжнє ім'я Лона Андерсон, англ. Launa Anderson; нар. 2 березня 1915, Нашвілл, США — пом. 18 вересня 1992, Лос-Анджелес, США) — американська акторка.

## Біографія
Лона Андерсон у 1932 році перемогла в рекламній кампанії WAMPAS Baby Stars. Після зйомок у фільмі «Жінка-пантера» вона підписує контракт з Paramount Pictures. Після закінчення контракту Лона Андре стала вільною акторкою.
У 1930-х Андре з'являлася в основному у фільмах категорії B, і до кінця десятиліття їх налічувалося вже п'ятдесят. У 1934 році вона з'явилася в картині «Школа для дівчаток», разом з Тобі Вінг, Луїс Вільсон, Сідні Фокс і Дороті Лі.
У червні 1935 року Андре втікає в Санта-Барбару, де таємно виходить заміж за актора Еда Норріса. Однак, через чотири дні шлюб був анульований в Тіхуані, Мексика. Згодом акторка була одружена з продавцем Джеймсом Боллінгом, з яким розлучилася в 1947 році.
До кінця 1940-х років Андре все рідше стала з'являтися в кіно, і останньою її роботою став фільм «Два лицарі з Брукліна».
Лона Андре померла 18 вересня 1992 року, і була похована на цвинтарі Форест-Лон в Глендейлі, Каліфорнія.

## Вибрана фільмографія
| Рік  |    | Українська назва  | Оригінальна назва   | Роль          |
| ---- | -- | ----------------- | ------------------- | ------------- |
| 1934 | ф  | Весела вдова      | The Merry Widow     | покоївка Соні |
| 1935 | кф | Елмер у перегонах | One Run Elmer       | дівчина       |
| 1935 | кф | Боязкий хлопець   | The Timid Young Man | Гелен         |
| 1936 | кф | Троє на гілці     | Three on a Limb     | Молі          |
| 1936 | ф  | Наші відносини    | Our Relations       | Лілі          |